# La storia di Jack & Rose
La storia di Jack & Rose (The Ballad of Jack and Rose) è un film del 2005 scritto e diretto da Rebecca Miller, che ha per protagonista il marito Daniel Day-Lewis. Il film è uscito in Italia direttamente per il mercato home video.

## Trama
Jack Slavin è un uomo con gravi problemi cardiaci, che vive in una sperduta isoletta al largo della costa canadese, con la figlia adolescente Rose. Padre e figlia vivono in una sorta di isolamento volontario per continuare ad inseguire il sogno di una originaria comune, ormai finita e di cui restano gli unici componenti, e di una possibile società perfetta in armonia con la natura. I due vivono in simbiosi un intenso rapporto. Ma quando Jack si accorge che il rapporto con Rose rischia di travalicare il classico rapporto padre e figlia decide di spezzare questo equilibrio, portando a vivere con loro Kathleen, la donna (definita da Rose nel film come "ordinaria") con la quale ha da tempo occasionali incontri, e i suoi due figli.
L'incontro tra Rose e il mondo moderno si rivela traumatico, ma la ragazza affronta la situazione con una decisione sorprendente, sembrando l'unica a sapere cosa fare. Rose vuole ad ogni costo dimostrare al padre che questa nuova situazione non potrà essere reversibile, e porterà a conseguenze indelebili, e per farlo decide di perdere la verginità con uno dei figli di Kathleen. Jack rappresenta la filosofia degli anni sessanta, un modo di vivere la vita possibile ma irrealizzabile a causa della pigrizia insita nella natura umana.
La sua lotta contro la realizzazione sull'isola di un quartiere residenziale fatto di case prefabbricate, che a suo dire non sono case ma "posti per tenere all'asciutto il televisore" è destinata alla sconfitta. Ma tutto ciò in cui ha creduto è stato inculcato in sua figlia Rose, e sopravviverà alla sua morte, trovando una nuova forma di espressione, lasciando alla fine del film la speranza che anche se i grandi ideali sono scomparsi dall'immaginario collettivo, possono continuare a vivere all'interno dei singoli individui e a propagarsi tra loro, in forma di relazioni umane profonde.

## Riconoscimenti
- Marrakech International Film Festival
  - Miglior attore a Daniel Day-Lewis
- Los Angeles Film Critics Association Awards
  - Miglior attrice non protagonista a Catherine Keener
- Boston Society of Film Critics Awards
  - Miglior attrice non protagonista a Catherine Keener